# 孤ノ間和歩
孤ノ間和歩（このまわほ）は日本のイラストレーター、漫画家。計奈恵は弟子にあたる人物。

## 概歴
無気力プロの『シベール』やあまとりあ社の『レモンピープル』で漫画作品を執筆していた。

## 漫画作品

### 単行本
4作品とも、久保書店のワールドコミックススペシャル。
- ザ・ハイディアン・ゲーマーズ（1985年）
- 直送!電光セッカー part 1（1991年）
- どっち?だって!Alien part 1（1994年）
- どっち?だって!Alien part 2（1994年）

## 挿絵
- シンデレラ(1979年、アニメ・ファンタジー13、ポプラ社)このま和歩名義